# Supercopa andorrana 2013
La Supercopa andorrana 2013 è stata l'undicesima edizione della supercopa andorrana di calcio.
La partita fu disputata dal FC Lusitanos, vincitore del campionato, e dal UE Santa Coloma, vincitore della coppa.
Per la prima volta dalla sua istituzione non partecipa il FC Santa Coloma dopo dieci finali consecutive.
L'incontro si giocò il 15 settembre 2013 allo Estadi Comunal d'Aixovall e vinse il FC Lusitanos, al suo secondo titolo consecutivo.

## Tabellino
| Aixovall 15 settembre 2013 | FC Lusitanos | 1 – 0 | UE Santa Coloma | Estadi Comunal d'Aixovall |